# Danka Barteková
Danka Barteková (Trenčín, 19 ottobre 1984) è una tiratrice a volo slovacca, vincitrice di una medaglia di bronzo ai Giochi olimpici di Londra 2012.

## Palmarès
| Anno | Manifestazione    | Sede              | Evento          | Risultato | Prestazione | Note |
| ---- | ----------------- | ----------------- | --------------- | --------- | ----------- | ---- |
| 2001 | Mondiali juniores | Cairo             | skeet           | Argento   |             |      |
| 2002 | Europei juniores  | Lonato            | skeet           | Oro       |             |      |
| 2003 | Mondiali juniores | Nicosia           | skeet           | Bronzo    |             |      |
| 2004 | Europei juniores  | Nicosia           | skeet           | Oro       |             |      |
| 2005 | Mondiali          | Lonato            | skeet a squadre | Argento   |             |      |
| 2005 | Mondiali          | Lonato            | skeet           | Bronzo    |             |      |
| 2006 | Europei           | Maribor           | skeet a squadre | Oro       |             |      |
| 2006 | Mondiali          | Zagabria          | skeet           | Bronzo    |             |      |
| 2007 | Europei           | Granada           | skeet a squadre | Bronzo    |             |      |
| 2008 | Europei           | Nicosia           | skeet           | Oro       |             |      |
| 2008 | Europei           | Nicosia           | skeet a squadre | Oro       |             |      |
| 2009 | Mondiali          | Maribor           | skeet a squadre | Bronzo    |             |      |
| 2010 | Europei           | Kazan'            | skeet           | Oro       |             |      |
| 2010 | Europei           | Kazan'            | skeet a squadre | Oro       |             |      |
| 2010 | Mondiali          | Monaco di Baviera | skeet           | Bronzo    |             |      |
| 2010 | Mondiali          | Monaco di Baviera | skeet a squadre | Bronzo    |             |      |
| 2011 | Europei           | Belgrado          | skeet a squadre | Argento   |             |      |
| 2011 | Mondiali          | Belgrado          | skeet a squadre | Bronzo    |             |      |
| 2011 | Universiadi       | Shenzen           | skeet           | Argento   |             |      |
| 2012 | Giochi olimpici   | Londra            | skeet           | Bronzo    |             |      |
| 2013 | Europei           | Suhl              | skeet           | Bronzo    |             |      |
| 2013 | Europei           | Suhl              | skeet a squadre | Bronzo    |             |      |
| 2014 | Europei           | Sarlóspuszta      | skeet a squadre | Oro       |             |      |
| 2014 | Europei           | Sarlóspuszta      | skeet           | Bronzo    |             |      |
| 2014 | Mondiali          | Granada           | skeet a squadre | Argento   |             |      |
| 2014 | Mondiali          | Granada           | skeet           | Bronzo    |             |      |
| 2015 | Europei           | Maribor           | skeet a squadre | Oro       |             |      |
| 2015 | Europei           | Maribor           | skeet           | Argento   |             |      |
| 2016 | Europei           | Lonato            | skeet a squadre | Bronzo    |             |      |
| 2018 | Europei           | Leobersdorf       | skeet           | Oro       |             |      |
| 2018 | Europei           | Leobersdorf       | skeet a squadre | Oro       |             |      |
| 2023 | Giochi europei    | Cracovia          | skeet a squadre | Argento   |             |      |
| 2023 | Europei           | Osijek            | skeet           | Oro       |             |      |
| 2023 | Mondiali          | Baku              | skeet           | Oro       |             |      |
| 2023 | Mondiali          | Baku              | skeet a squadre | Bronzo    |             |      |